# 伊斯纳略斯
伊斯纳略斯，是西班牙安达卢西亚自治区格拉纳达省的一个市镇。总面积310平方公里， 2001年普查人口總數為6763人，人口密度為每平方公里22人。

## 友好城市
- 法國 萨维尼勒唐普勒